# Trichonis hyacinthus
Trichonis hyacinthus is een vlinder uit de familie van de Lycaenidae. De wetenschappelijke naam van de soort werd als Papilio hyacinthus in 1775 gepubliceerd door Pieter Cramer.

## Synoniemen
- Papilio theanus Cramer, 1777